# Cratere Porter (Luna)
Porter è un cratere lunare di 51,46 km situato nella parte sud-occidentale della faccia visibile della Luna.
Il cratere è dedicato al progettista statunitense di telescopi Russell Williams Porter.